# Надиновка
На́диновка (укр. Надинівка) — село в Козелецком районе Черниговской области Украины, на берегу реки Смолянка. Население 354 человека. Занимает площадь 2,172 км².
Код КОАТУУ: 7422085901. Почтовый индекс: 17030. Телефонный код: +380 4646.

## Власть
Орган местного самоуправления — Надиновский сельский совет. Почтовый адрес: 17030, Черниговская обл., Козелецкий р-н, с. Надиновка, ул. Набережная, 10.